# Guru Har Sahai
Guru Har Sahai é uma cidade  no distrito de Firozpur, no estado indiano de Punjab.

## Demografia
Segundo o censo de 2001, Guru Har Sahai tinha uma população de 14,348 habitantes. Os indivíduos do sexo masculino constituem 53% da população e os do sexo feminino 47%. Guru Har Sahai tem uma taxa de literacia de 61%, superior à média nacional de 59.5%: a literacia no sexo masculino é de 65% e no sexo feminino é de 57%. Em Guru Har Sahai, 13% da população está abaixo dos 6 anos de idade.